# رود اروما
رود اروما (به لاتین: Iruma River) یک رود در ژاپن است که در هان‌نو واقع شده‌است.